# Wojskowi specjaliści Białorusi

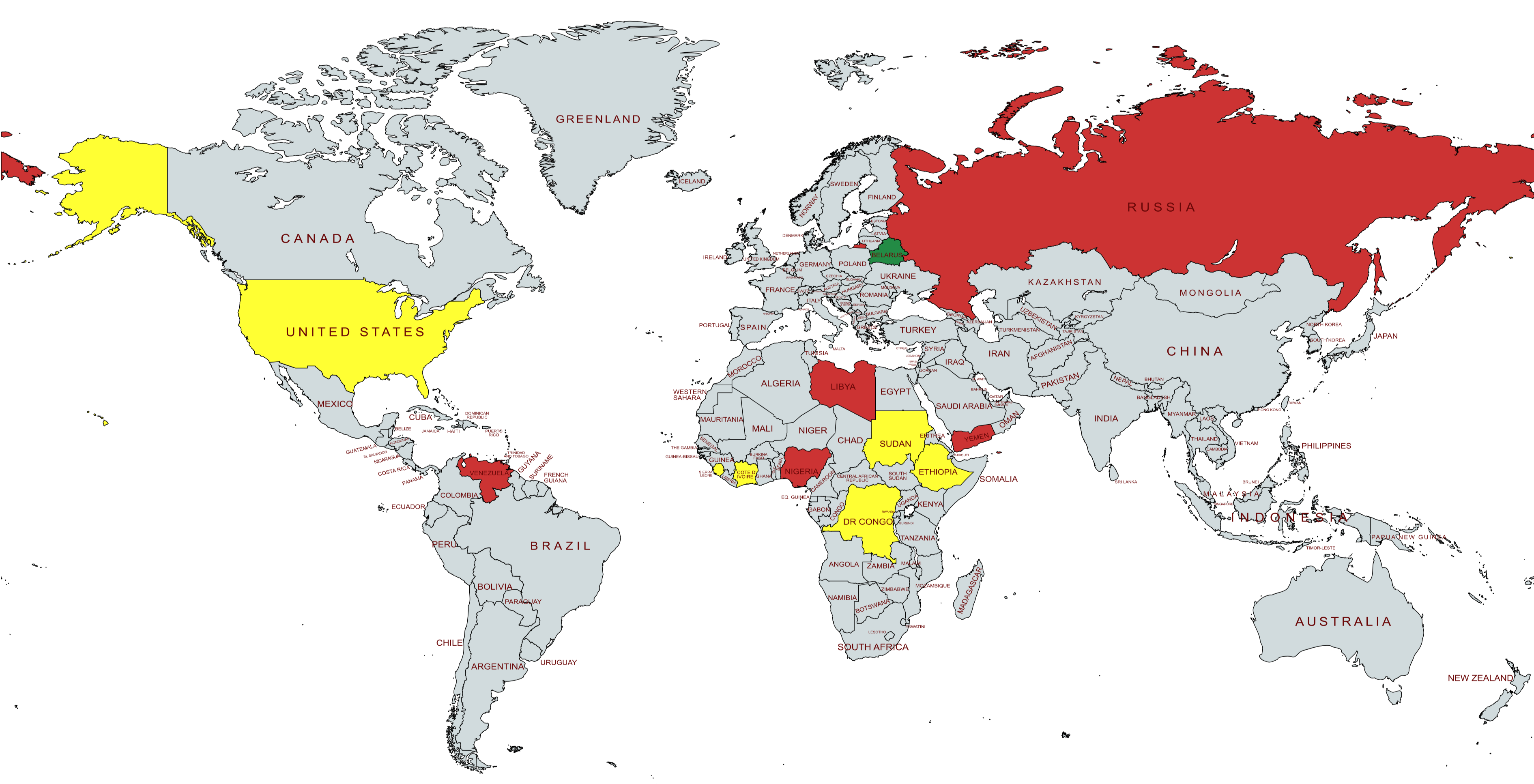
Mapa korzystania z usług białoruskich specjalistów wojskowych. Zielony - Białoruś, czerwony - potwierdzony przez władze, żółty - odrzucony przez władze lub brak oficjalnych oświadczeń.

Wojskowi specjaliści Białorusi (biał. Ваенныя спецыялісты Беларусі) – byli i obecni żołnierze Sił Zbrojnych Republiki Białorusi, rzadziej przedstawiciele organizacji paramilitarnych i pracownicy przedsiębiorstw kompleksu wojskowo-przemysłowego, którzy udzielają wsparcia zagranicznym strukturom siłowym. Reprezentowani zarówno przez państwowych żołnierzy i doradców wojskowych, jak i najemników.
Pojawienie się tego zjawiska na Białorusi wiąże się z polityką demilitaryzacji w latach 1992-1996, podczas której wielu żołnierzy straciło pracę z powodu redukcji armii. Niektórzy odeszli z powodu niskiej pensji. Jednak rząd pilnie potrzebował emerytowanych żołnierzy, ponieważ władze bały się wysłać aktywnych specjalistów do świadczenia wojskowych usług doradczych za granicę.
Najemnicy często współpracowali ze specjalistami państwowymi lub byli pod patronatem rządu białoruskiego.
Wśród poszukiwanych specjalności byli piloci, mechanicy, oficerowie sztabowi, specjaliści operacji specjalnych, w tym snajperzy. Białorusini współpracowali z siłami Nigerii, Libijskiej Dżamahiriji (oficjalnie tylko do wojny domowej 2011 r.), Wenezueli, Sudanu, Jemenu, Wybrzeża Kości Słoniowej i Demokratycznej Republiki Konga. Najemnicy i specjaliści państwowi brali udział w kilku konfliktach. W sektorze usług specjalistów wojskowych kluczowym regionem dla Białorusi była Afryka. Jednak pod koniec lat 10. i na początku lat 20. XXI wieku izraelscy, francuscy specjaliści i rosyjskie PMC (Grupa Wagnera) zaczęły tworzyć konkurencję dla Białorusinów.